# دانيال باتي
دانيال باتي (بالإنجليزية: Daniel Batty)‏ هو لاعب كرة قدم بريطاني في مركز الوسط، ولد في 10 ديسمبر 1997 في Pontefract ‏ في المملكة المتحدة. لعب مع هال سيتي.

## وصلات خارجية
- دانيال باتي على موقع قاعدة بيانات كرة القدم.إي يو (الإنجليزية)
- دانيال باتي على موقع Soccerway.com (الإنجليزية)